# Gramincola
Gramincola är ett släkte av svampar. Gramincola ingår i ordningen Agaricales, klassen Agaricomycetes, divisionen basidiesvampar och riket svampar.
|            | Schizophyllaceae                      |
|            |                                       |
|            | Pterulaceae                           |
|            |                                       |
|            | Psathyrellaceae                       |
|            |                                       |
|            | Pluteaceae                            |
|            |                                       |
|            | Pleurotaceae                          |
|            |                                       |
|            | Physalacriaceae                       |
|            |                                       |
|            | Phelloriniaceae                       |
|            |                                       |
|            | Niaceae                               |
|            |                                       |
|            | Mycenaceae                            |
|            |                                       |
|            | Marasmiaceae                          |
|            |                                       |
|            | Lyophyllaceae                         |
|            |                                       |
|            | Inocybaceae                           |
|            |                                       |
|            | Hygrophoraceae                        |
|            |                                       |
|            | Hydnangiaceae                         |
|            |                                       |
|            | Hemigasteraceae                       |
|            |                                       |
|            | Gigaspermaceae                        |
|            |                                       |
|            | Fistulinaceae                         |
|            |                                       |
|            | Entolomataceae                        |
|            |                                       |
|            | Cyphellaceae                          |
|            |                                       |
|            | Cortinariaceae                        |
|            |                                       |
|            | Clavariaceae                          |
|            |                                       |
|            | Broomeiaceae                          |
|            |                                       |
|            | Bolbitiaceae                          |
|            |                                       |
|            | Amanitaceae                           |
|            |                                       |
|            | Agaricaceae                           |
|            |                                       |
|            | Strophariaceae                        |
|            |                                       |
|            | Tricholomataceae                      |
|            |                                       |
|            | Typhulaceae                           |
|            |                                       |
|            | Setchelliogaster                      |
|            |                                       |
|            | Panaeolus                             |
|            |                                       |
|            | Amogaster                             |
|            |                                       |
|            | Brunneocorticium                      |
|            |                                       |
|            | Cribrospora                           |
|            |                                       |
|            | Plicatura                             |
|            |                                       |
|            | Stemastrum                            |
|            |                                       |
|            | Cheilophlebium                        |
|            |                                       |
|            | Plicaturopsis                         |
|            |                                       |
|            | Phlebophyllum                         |
|            |                                       |
|            | Mesophelliopsis                       |
|            |                                       |
|            | Sedecula                              |
|            |                                       |
| Gramincola | \| \| Gramincola gracilis \| \| \| \| |
|            | \| \| Gramincola gracilis \| \| \| \| |
|            | Mycospongia                           |
|            |                                       |
|            | Panaeolina                            |
|            |                                       |
|            | Cycloderma                            |
|            |                                       |
|            | Polygaster                            |
|            |                                       |
|            | Acinophora                            |
|            |                                       |
|            | Stylobates                            |
|            |                                       |
|            | Disporotrichum                        |
|            |                                       |
|            | Gramincola gracilis                   |
|            |                                       |

|  | Gramincola gracilis |
|  |                     |